# George Whitelock
George Whitelock (* 27. März 1986 in Palmerston North, Neuseeland) ist ein neuseeländischer Rugby-Union-Spieler auf der Position des Flügelstürmers. Seine drei Brüder Adam Whitelock, Luke Whitelock und Sam Whitelock sind ebenfalls neuseeländische Rugby-Union-Spieler. Außerdem ist sein Vater Braeden Whitelock ein ehemaliger Rugbyspieler für die Junior All Blacks und sein Großvater Nelson Dalzell war ein neuseeländischer Rugbynationalspieler.

## Biografie
Wie seine Brüder ging er auf der Highschool in Feilding zur Schule. Als Jugendspieler war er 2005 Mannschaftskapitän der neuseeländischen U-19-Nationalmannschaft und 2007 Kapitän der U-21-Nationalmannschaft.
Im Jahr 2007 debütierte Whitelock ebenfalls für die Otago RFU in der neuseeländischen Rugbymeisterschaft. In seiner ersten Saison verpasste er nur zwei Spiele von Otago. Danach wechselte er jedoch zur Canterbury RFU, wie zuvor bereits seine Brüder Adam und Sam, da er sich an der Lincoln University eingeschrieben hat. Dort trat er, anders als sein Bruder Sam, jedoch nicht in den Rugbyverein der Universität ein, sondern ging zum Christchurch High School Old Boys RFC, wie sein Bruder Adam. 2009 wurde George Whitelock zum Sportler des Jahres der Universität gekürt, wie ein Jahr zuvor bereits Sam. Mit Canterbury wurde er 2008, 2009, 2010 sowie 2011 neuseeländischer Meister. Seit 2009 ist er des Weiteren Kapitän der Mannschaft und seit 2011 spielt sein Bruder Luke ebenfalls für Canterbury.
2008 debütierte er bei den Crusaders im Super Rugby, wo Adam und Sam auch spielen. Am Ende der Saison konnte er mit den Crusaders den Titel erringen. 2009 und 2010 scheiterte er mit ihnen im Halbfinale und 2011 im Finale.
Im Jahr 2009 erfolgte erstmals eine Nominierung für die neuseeländische Nationalmannschaft (All Blacks). Sein bisher einziges Länderspiel absolvierte er gegen die italienische Nationalmannschaft, als er eingewechselt wurde, und gleich in seinem ersten Spiel für die All Blacks einen Versuch erzielte.